# Finestret
Finestret ([finəs'tɾɛt], oficialment en francès, ortogràficament igual) és una comuna de la comarca del Conflent, a la Catalunya del Nord.
La dita diu: Pesquen la lluna amb crivell i "A Jóc, gallines, a Finestret, pollet, i a Rigardà mainada, a casa d'en Pallarès".

## Etimologia
Joan Coromines postula l'origen de Finestret, com en el cas de Jóc, en una comparació de la situació del poble amb una talaia damunt de la plana de la Tet en un dels contraforts septentrionals massís del Canigó. Del llatí fenestrētum, amb el sufix col·lectiu ētum rere l'arrel fenestra. El resultat significaria renglera de talaies o talaies en renglera (finestres), en al·lusió a la forma allargassada del poble.

## Geografia

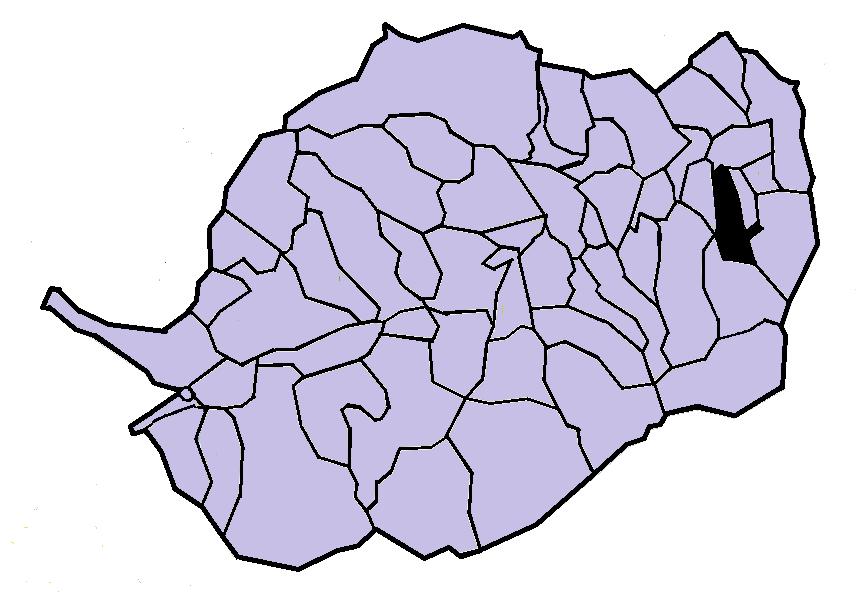
Situació de la comuna de Finestret en el Conflent

### Localització i característiques generals del terme
El terme comunal de Finestret, de 84.300 hectàrees d'extensió (un dels més petits de la comarca), és situat a la zona sud-est de la comarca del Conflent. És un terme estret d'est a oest i allargassat de nord a sud, amb el poble situat en el sector nord, a prop del límit amb Vinçà, a mig camí entre els pobles d'Espirà de Conflent, a ponent, i Jóc, a llevant.
La meitat septentrional del terme, des del poble cap al nord, és la pla de regadiu de la dreta de la Tet, on hi ha també els pobles de Saorla i Jóc i la vila de Vinçà, a més d'una part del terme de Rigardà. La meitat meridional del terme és muntanyosa i forma part dels contraforts septentrionals del Massís del Canigó, on assoleix els 1.148 m alt al Serrat del Ginebre, a l'extrem sud-est de la comuna, termenal amb Vallestàvia i Glorianes. És una sola vall, la de la Lentillà, encaixada entre carenes que separen Finestret dels termes veïns dels dos costats (Vallmanya, Estoer i Espirà de Conflent a ponent i Jóc i Glorianes a llevant). Tanmateix, al sud-est del terme hi ha la petita vall de la Fou, encaixada al sud del terme de Jóc i al nord del de Glorianes, que pertany al vessant de la Ribera de Glorianes i, per tant, queda separada de la resta del terme de Finestret, al qual pertany per raons històriques.
El punt més baix del terme comunal és al nord, a la plana al·luvial de la Tet, a la llera de la Lentillà al límit amb la comuna d'Espirà de Conflent, on baixa fins als 265 m alt. El poble és a 312 m alt.
Termes municipals limítrofs:
| Espirà de Conflent | Vinçà       | Jóc       |
| Estoer             |             |           |
|                    | Vallestàvia | Glorianes |

### El poble de Finestret

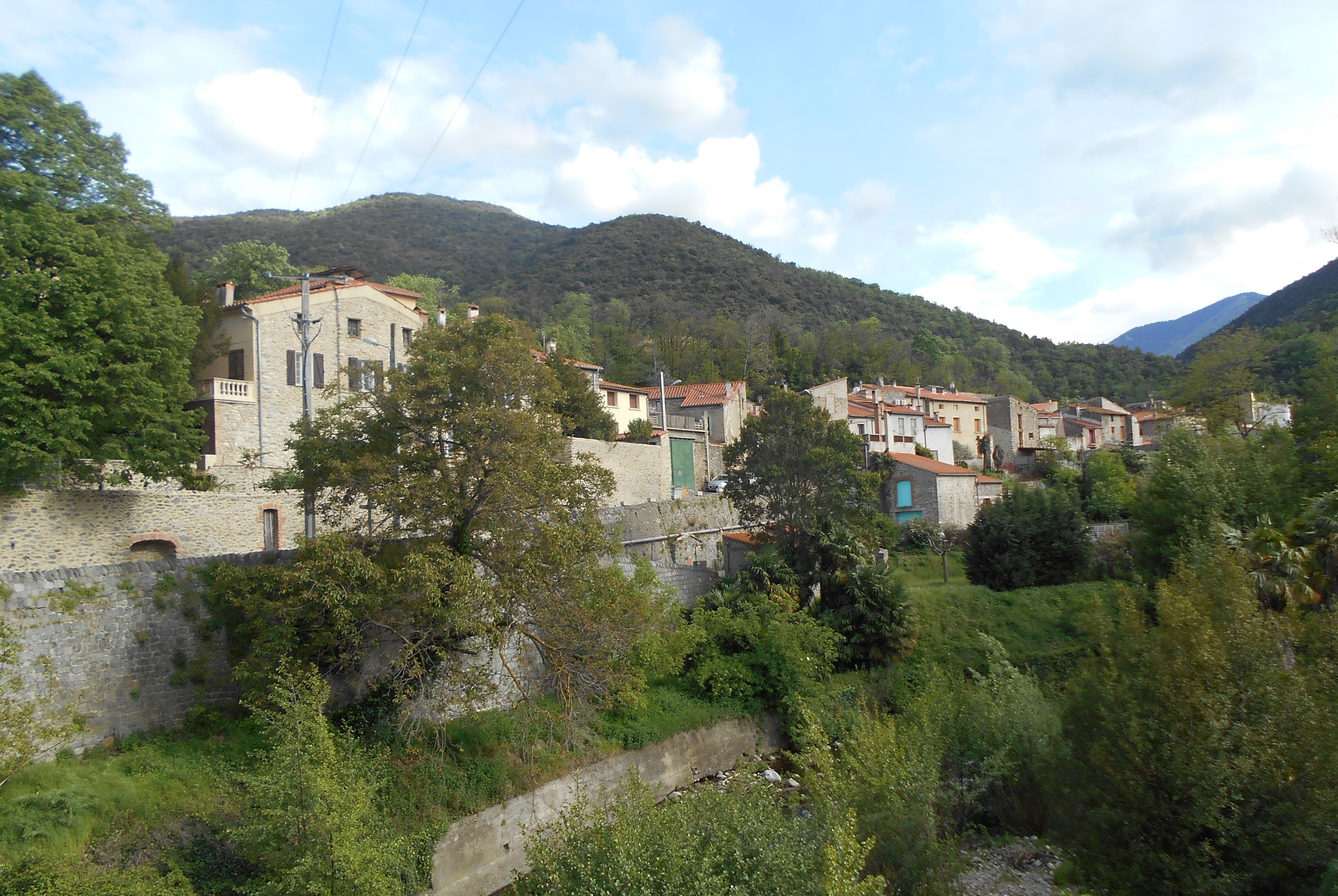
Vista general de Finestret des de ponent

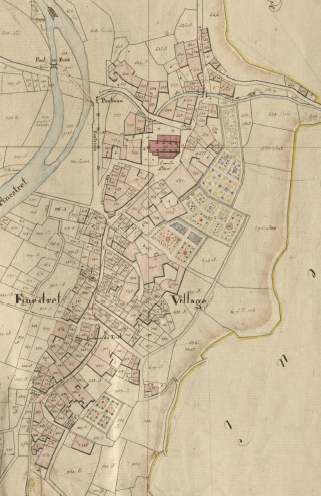
Finestret en el Cadastre napoleònic del 1812 (Arxius Departamentals dels Pirineus Orientals)

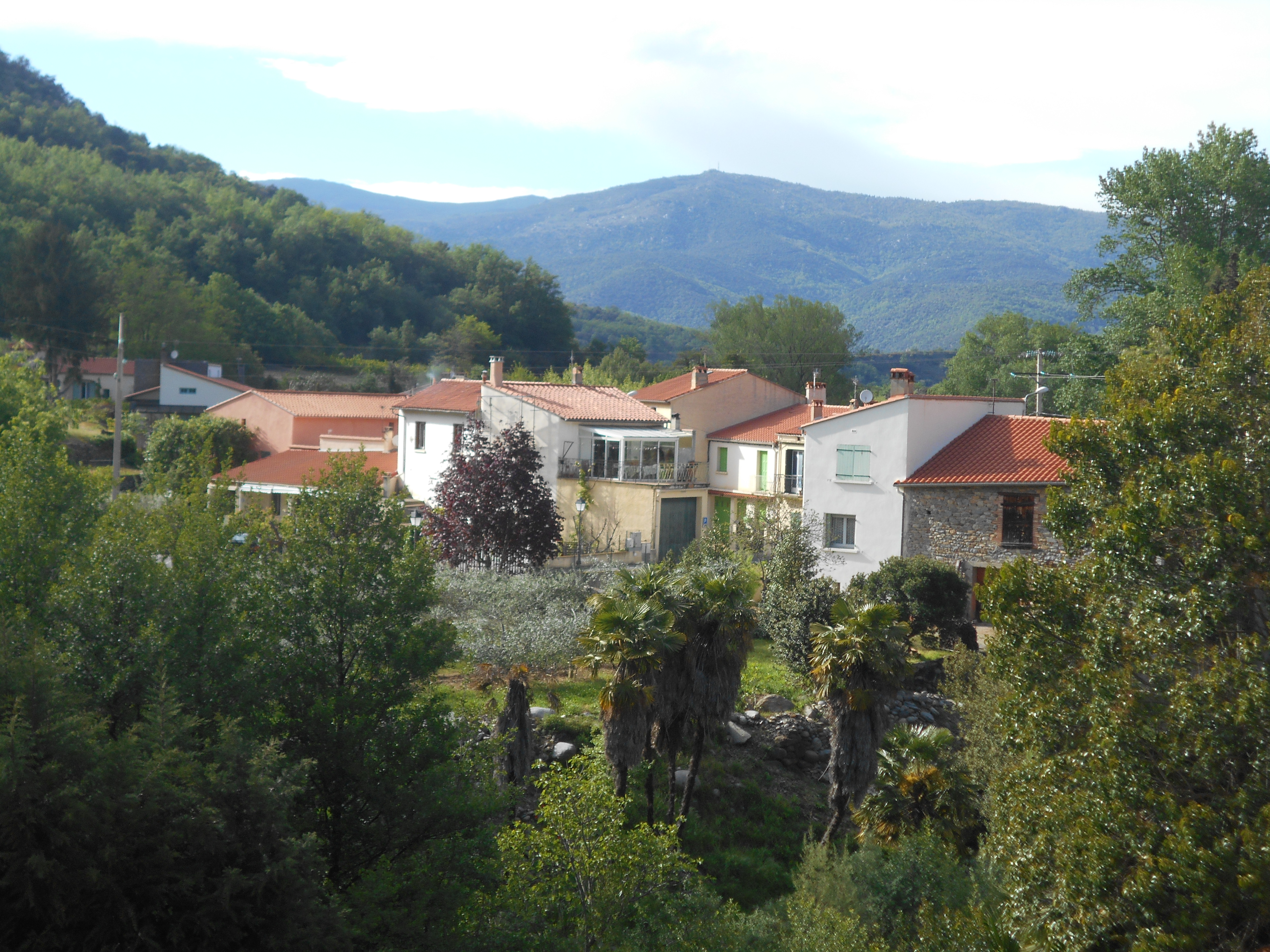
Barri nou, a l'esquerra del riu, amb la Casa del Comú

El poble de Finestret està situat a l'inici de la plana, tot just als peus dels contraforts del Massís del Canigó que ocupen més de la meitat del terme de Finestret. És un poble allargassat quasi del tot en un carrer únic a la dreta de la Lentillà, llevat del seu extrem nord-oest, que és a la riba esquerra d'aquest curs d'aigua. En aquest barri nou hi ha la Casa del Comú i un aparcament públic bastant gran.
Centra el sector nord del poble l'església parroquial, d'origen romànic, de Santa Coloma de Finestret. En el poble vell destaquen les cases Jaubert, Morer, Noell i Pallarès.
El barri de l'Era d'en Pagès, al sud del nucli principal del poble, suposà el primer pol de creixement del poble, ja en època moderna, i en temps contemporanis es va generar al nord la urbanització dels Hauts de Finestret, a l'estil de les modernes urbanitzacions (lotissements) existents a tota la Catalunya del Nord.
En conjunt, ha fet que l'allargassat poble primigeni s'hagi convertit en un poble encara més allargassat, avui dia.

### Seïllà
L'antic poble de Seïllà, ara reduït a un únic mas, està situat al sud del terme comunal de Finestret, en una zona muntanyosa, antigament dedicada a la mineria. Documentat des del 1011, any en què Cuixà hi posseïa un alou, surt sempre documentat dins de la baronia, més tard vescomtat, de Jóc.

### Marbet
Antic lloc medieval situat a ponent del poble, en el vessant oriental del Puig de Marbet, depenia d'Arles. Apareix documentat entre el 977 i el 1197.

### Casamals i Quer
Es tracta de dos alous de Cuixà documentats el 1031, sense que n'apareguin altres esments posteriors.

### Els masos del terme
Tot i que se n'ha reduït el nombre, a Finestret hi ha unes quantes edificacions aïllades, com dues barraques anomenades dels Cantonyers, el Casot del Rec Major, el Casot d'en Francís, o d'en Morell, el Casot d'en Graula, el Casot d'en Granja, o d'en Vilaginés, el Cortal Delclòs, o Mas d'en Taix, el Cortalot, abans el Casot, el Mas de Dalt, o Jaubert, abans Cortal del Pla, el Mas d'en Matotes, abans Mas Teix (el mas és en terme de Jóc, però té terres a Finestret), el Mas Santa Coloma, abans el Cortal, el Molí, abans Molí d'en Beç i Seïllà, o Mas de Seïllà. Alguns són ja en ruïnes, com el Cortal d'en Barreta Curt, abans Jaça de l'Estevenoi, el Cortal d'en Pau, el Cortal Garcies, el Cortal Nou, abans Mas Morer, els cortals anomenats l'Era de la Renda, l'Era d'en Gasc, la Jaça d'en Compaiet i la Jaça d'en Valenciana, el Mas de la Fou, el Mas de la Serra, el Mas o Jaça d'en Sibiuda i el Mas Pagès, abans Cortal d'en Pagès. D'altres són noms antics, ara en desús, com el Mas de Casamals o el Mas d'en Vilarcau, ja destruït. Cal comptar també les desaparegudes Teuleria d'en Pau Sirer i una altra Teuleria sense nom, a més del Pont de les Cabres, en aquest cas existent encara. A part, hi ha les edificacions religioses de l'Oratori, en ruïnes, l'Oratori de Santa Anna, desaparegut, i la capella, també desapareguda, de Sant Feliu.

### Hidrologia

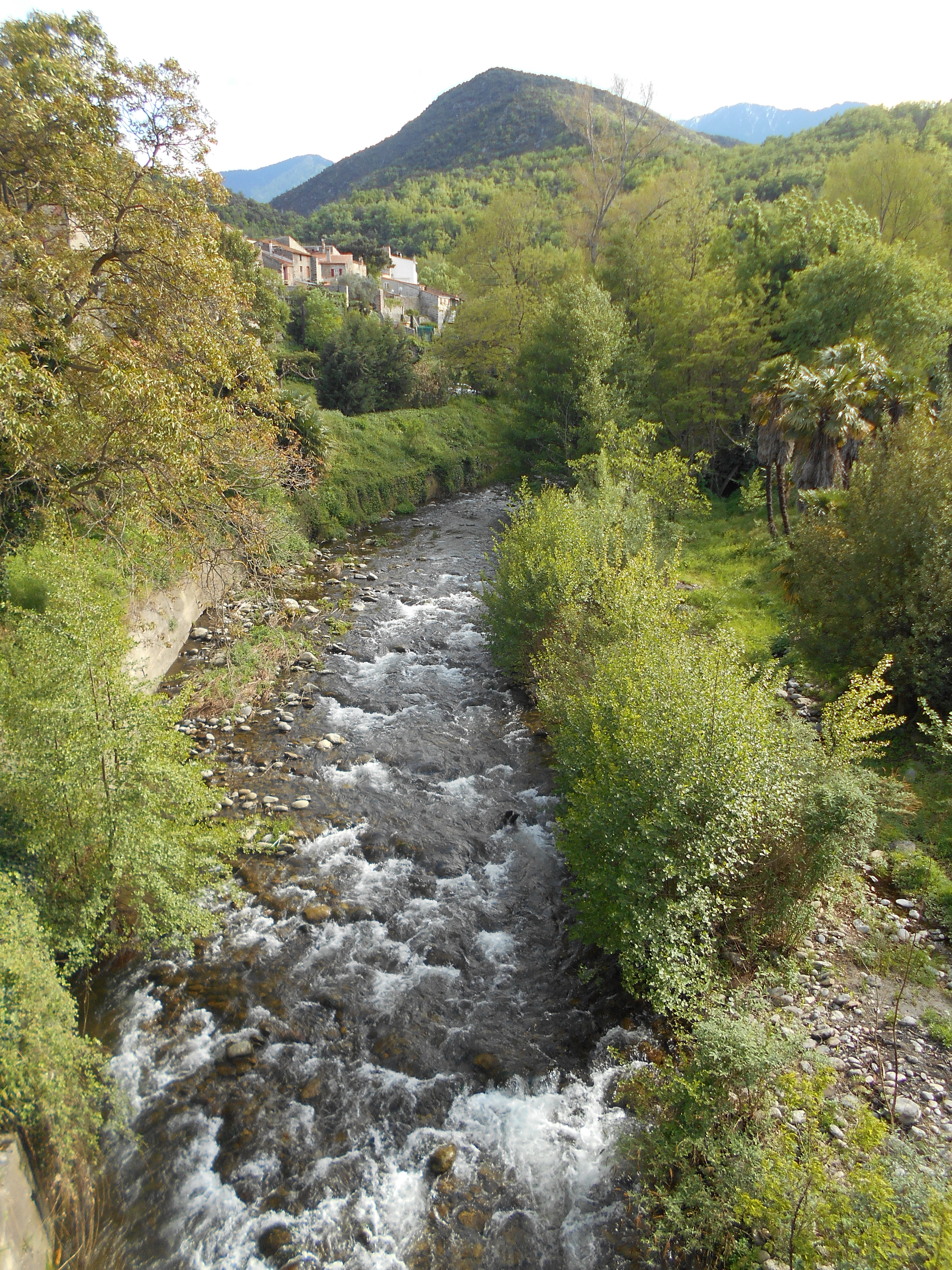
La Lentillà a Finestret

El terme de Finestret és, quasi en la seva totalitat, la vall mitjana de la Lentillà, anomenada aquí Ribera de Finestret. Aquest curs d'aigua entra en el terme de Finestret pel sud-oest, procedent de Vallestàvia, i en el seu primer tram fa de límit entre aquestes dues comunes, de manera que tota la riba dreta pertany a Finestret. Just en el moment d'entrar en el terme rep per la dreta el Còrrec del Malpàs, també fronterer amb Vallestàvia. Més al nord, i sempre a la dreta, deixa, dins de Finestret, el Serrat de Terranera i la zona de Font Rovillosa, i després de diversos meandres molt marcats, entra del tot en terme de Finestret. Llavors rep per l'esquerra el Còrrec de la Guilla i de seguida per la dreta els còrrecs de la Font o de Saïllà, amb el del Caraller, i el de l'Alzina. Al cap de poc, també per la dreta, els còrrecs de la Serra i d'Albadera, abans de les Vaquerisses, que s'ajunten poc abans d'arribar a la Lentillà. Per l'esquerra hi arriben diversos còrrecs procedents de l'Erm de Marbet, el Còrrec del Montill, dos de seguits anomenats d'en Tardiu, el del Clot de la Vaca, o, simplement, de la Vaca, fins que arriba al final del tram més tortuós, marcat per l'orografia dels contraforts septentrionals del Massís del Canigó, i, a les envistes del poble de Finestret, comença un tram amb menys meandres, ja en terra més planera. És en aquest tram que es troben el Gorg de l'Olla, el Gorg Rodon i el Gorg de la Bau. Aleshores rep per l'esquerra els còrrecs de les Sabateres i de les Comelles, i per la dreta els de la Serradella i de l'Aspic. Passa ran del poble de Finestret, pel seu costat oest, llevat del Carrer Major, que queda a l'esquerra del riu, i s'adreça al punt on rep per l'esquerra el Llec, on comença a fer de límit entre Finestret i Espirà de Conflent, paper que exerceix en un breu tram, fins que entra del tot en terme de Vinçà.
A l'extrem oriental del terme hi ha una vall que és tributària de la Ribera de Glorianes. Hi discorren el Còrrec de la Fou i el de Coma Cremada. Tots dos marquen el territori de la Fou.
A la part plana del terme hi ha alguns cursos d'aigua pertanyents als sistemes d'irrigació de les terres al·luvials de la terrassa de la Tet. Així, hom hi pot trobar el Rec d'Aquí Davant, o del Molí, o Agulla de les Hortes, el Rec de la Nadala (nom ara en desús), el Rec del Molí, el Rec Major, amb la Resclosa del Rec Major, l'Ull de la Plana i l'Ull de la Pomereda.
Les fonts existents en el terme de Finestret són la Font d'Avall, la de la Noguereda, la del Camp del Cros, la del Capellà, la de les Feixes, la del Triall, la d'en Sibiuda, la de Saïllà, la Font Rovillosa i la Font Fresca. Al poble es troba el Bassí.

### Orografia
En el terme de Finestret hi ha alguns topònims que reflecteixen formes de relleu o geogràfiques. Així, hi ha obagues, com el Bac de les Llempes, el de les Vaquerisses, el d'en Molins, o d'en Compaiet, i el d'en Sibiuda; boscs, com el Bosc de la Noguereda, sovint esmentat senzillament com la Noguereda, el de les Sabateres, el del Rec Major, el d'en Minda, el d'en Paltrigamenut, el d'en Ramonet i el d'en Sibiuda, mentre que els boscos d'en Morer, d'en Pallarès i un altre d'en Sibiuda són ja noms antics, ara inexistents; clots, com el Clot de la Vaca, les Clotes, els Clots, o Camp dels Clots, o les Esquerdes (nom antic), i els Clots d'Albadera; collades, com la Collada dels Cirerers, el Coll d'Albadera i el Coll de Sant Feliu; comes, com Coma Cremada, Coma dels Alladrones i les Comelles; muntanyes, com el Puig de les Feixes i el Puig de Marbet;

### El terme comunal
Les partides i indrets específics del terme de Finestret són l'Albadera, l'Alguer, l'Aspic, o Camp de l'Aspic, el Camp de l'Amorer, el del Caraller, el del Cros, el de l'Home Mort, el de l'Oratori, el Canigós, el Cap del Pont, Cassanyes, els Castanyers, les Closes, les Clues, el Contorn del Courrier, la Falgosa, les Feixes d'en Frai, Font Rovillosa, la Fou, la Garriga, els Gorgs de les Baus, les Hortes, els Horts, el Malpàs, els Marges, Marvet, abans Erm de Marvet, el Mas de la Serra, el Mas d'en Vilarcau, Massà, els Noguers, Peralada, la Polleda, la Pomereda, o la Font Fresca, el Pont de les Cabres, . Hi ha tota una sèrie de noms antics, ara del tot en desús, com el Camp del Casot, el del Cortal del Pla, el de les Clotes, el del Falguar, el de l'Ignasiot, el del Quer (o, simplement, el Quer), el del Senyor, el d'en Llec, el d'en Navarra, el de Sota la Casa, els Camps de la Falgosa, Casamals, la Clua, l'Era de la Renda, l'Era del Cortal, l'Era de l'Era Vella, l'Erm d'en Riu, l'Erm del Senyor, l'Erm d'en Gasc, Fanfaina, les Feixes d'en Costa-seca, les Feixes d'en França, les Feixes d'en Pioc, o Bosc d'en Minda, el Figueral d'en Patau, la Figuerassa d'en Dorandeu, l'Hort d'en Gras, les Hortes d'Amunt, o Prat de les Hortes d'Amunt, les Hortes d'Avall, les Hortes del Cortal, les Hortes d'en Costa-seca, la Jaça d'en Sibiuda, el Mallolet, la Mindala, la Nadala, l'Oliveda de Mossèn Agustí, Prat de Dellà, Prat de la Nadala, Prat del Cortal, Prat del Mig, Prat dels Horts, Prat de Noguereda,. Alguns són senyals termenals, com la Creu de les Fous

## Transports i comunicacions

### Carreteres
Dues úniques carreteres travessen el terme de Finestret: la D - 13 (D - 618, al Coll d'en Xatard - D - 2, a Trevillac) que, amb molts canvis de direcció va majoritàriament de sud a nord i enllaça Jóc amb les poblacions de Vallestàvia, Vallmanya, la Bastida i Prunet i Bellpuig cap al sud i sud-est, i Jóc, Vinçà, Tarerac i Trevillac, cap al nord. Aquesta carretera és l'única que s'adreça al sud, per la vall de la Lentillà.
D'altra banda, hi ha la D - 25 (Jóc - N - 116, a Vinçà), que enllaça Finestret amb Jóc pel costat de llevant i amb Espirà de Conflent pel de ponent. La carretera no arriba directament al darrer poble esmentat: ho fa a través de la carretera D - 55.

### Transport públic col·lectiu
Finestret no té cap servei de transport públic habitual. Com altres pobles petits, disposa del TAD (Transport a la demanda).

### Els camins del terme
Els camins interns del terme de Finestret són el Camí de Font Xervi, el de la Garriga, o de l'Estrada, el de la Jaça de l'Estevenoi (nom antic, ara en desús), el de les Clues, el de les Sabateres, el de l'Estrada, el dels Marges, el d'en Grau, el de Sant Feliu, el del Riberal, el dels Cortals d'en Pagès (també nom antic) i el dels Horts. D'altra banda, hi ha una sèrie de camins que uneixen Finestret amb els pobles i termes veïns: Camí de Baix de Vallestàvia, Camí de Jóc, Camí de Jóc a Vilafranca, o dels Marges (des de Jóc), Camí de la Bastida, o Camí Vell de la Bastida, Camí de les Ribes, abans Camí de Vilafranca, Camí d'Espirà a Rigardà, Camí de Vinçà, Camí Vell de Vallestàvia, o Camí de Dalt, Camí Vell de Vallestàvia a Estoer, Camí Vell de Vallestàvia a Jóc, Ruta de Marqueixanes, Ruta de Vallestàvia, Ruta de Vinçà i la Travessa, abans Camí Vell de Rigardà.

## Activitats econòmiques
En bona part, el terme de Finestret és cobert de bosc, en zona orogràficament complexa, cosa que fa que per a l'agricultura només resta la zona plana del nord del terme, on hi ha unes 150 ha de conreus, repartits en una trentena d'explotacions. Majoritàriament es dedica als arbres fruiters, sobretot presseguers, amb una mica de cirerers, albercoquers i pomeres. Una quarantena d'hectàrees es dediquen a la vinya, i a la zona on arriben els canals de res, una vintena d'hectàrees d'horta, amb enciams, escaroles i fruits primerencs. A la zona més muntanyosa i unes 3 hectàrees dedicades al farratge i a les pastures, tot i que el cens ramader és inexistent.

## Història

### Edat mitjana
Finestret està documentat des del 901, amb la forma Fenestretum, en una acta testamentària. El 915 Riculf, bisbe d'Elna, donà a la seva església de Santa Eulàlia d'Elna l'alou de Finestret, i el 961 consta una altra donació d'un alou amb vinyes a Fenestredum a l'Església d'Elna i un altre a Sant Miquel de Cuixà, quatre anys més tard, encara una altra a Santa Maria d'Arles i encara d'altres donacions a darreries del segle X i primera meitat de l'XI. Tot plegat constata la partició del territori de Finestret en diversos possessors, quasi tots eclesiàstics. Tanmateix, també es manifesta en els documents els drets senyorials dels vescomtes de Conflent i de Jóc. Per això Finestret segueix la trajectòria històrica de tot aquest vescomtat: passa en part als vescomtes de Cerdanya, després als de Castellbó i posteriorment als comtes de Foix, en part, i en part als Urtx, de la família vescomtal de Cerdanya, i al mateix rei. El 1282 tots els drets foren venuts als Fenollet, i el 1357, Andreu de Fenollet els venia a Ramon de Perellós. Aquest darrer fou creat vescomte, però per Jóc i Finestret era tributari dels Castellbò.

### Edat Moderna
Finestret, amb Jóc, romangué fins a la Revolució Francesa dins del Vescomtat de Jóc.

## Demografia

### Demografia antiga
La població està expressada en nombre de focs (f) o d'habitants (h)
| 26 f | 11 f | 21 f | 15 f | 12 f | 80 f | 60 f | 491 h | 101 f | 98 f |

### Demografia contemporània
| Evolució de la població |      |      |      |      |      |      |      |      |
| 1793                    | 1800 | 1806 | 1821 | 1831 | 1836 | 1841 | 1846 | 1851 |
| 473                     | 491  | 557  | 606  | 641  | 636  | 654  | 591  | 517  |

| 1856 | 1861 | 1866 | 1872 | 1876 | 1881 | 1886 | 1891 | 1896 |
| ---- | ---- | ---- | ---- | ---- | ---- | ---- | ---- | ---- |
| 537  | 521  | 517  | 508  | 511  | 459  | 460  | 434  | 379  |

| 1901 | 1906 | 1911 | 1921 | 1926 | 1931 | 1936 | 1946 | 1954 |
| ---- | ---- | ---- | ---- | ---- | ---- | ---- | ---- | ---- |
| 403  | 412  | 414  | 325  | 330  | 320  | 276  | 266  | 248  |

| 1962 | 1968 | 1975 | 1982 | 1990 | 1999 | 2005 | 2010 | 2014 |
| ---- | ---- | ---- | ---- | ---- | ---- | ---- | ---- | ---- |
| 227  | 196  | 154  | 143  | 124  | 135  | 143  | 192  | 190  |

Fonts: Ldh/EHESS/Cassini fins al 1999, després INSEE a partir deL 2004

### Evolució de la població

Població 1962-2008

## Administració i política

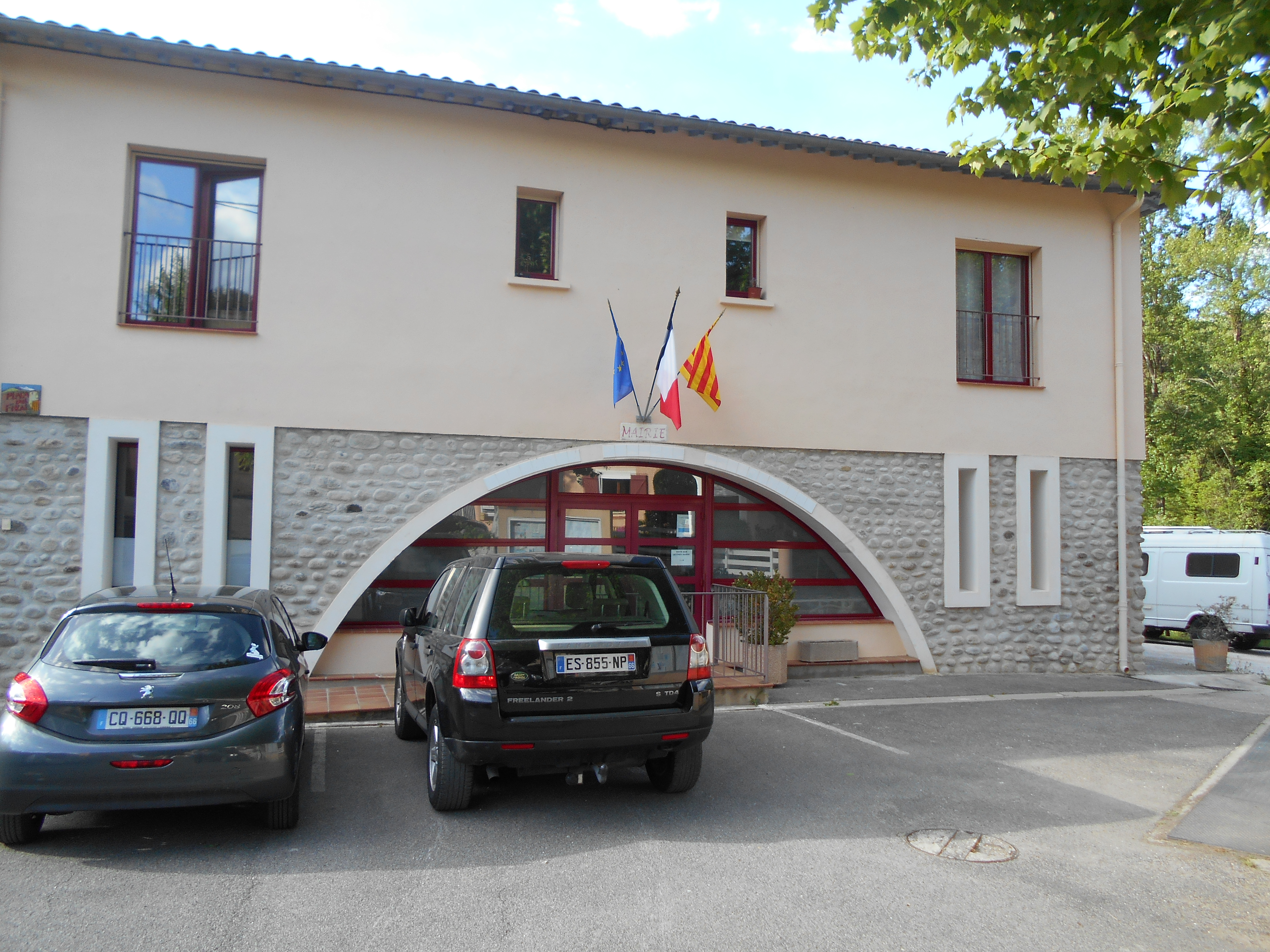
La Casa del Comú

### Batlles
| Alcalde             | Període                       |
| ------------------- | ----------------------------- |
| Jacques Morer       | 1790 - 1792                   |
| Joseph Carbonell    | 1792 - 1793                   |
| Michel Taix         | 1793 - 1793                   |
| Vicent Graule       | 1973 - 1796                   |
| Michel Taix         | 1796 - 1797                   |
| Paul Ribes          | 1797 - 1799                   |
| Jacques Vilar       | 1799 - 1800                   |
| Joseph Maynaut      | 1800 - 1800                   |
| Jacques Morer       | 1800 - 1809                   |
| Gaudérique Vilar    | 1809 - 1815                   |
| Joseph Patau        | 1815 - 1822                   |
| Gaudérique Vilar    | 1822 - 1823                   |
| Joseph Patau        | 1823 - 1832                   |
| François Noell      | 1832 - 1833                   |
| Pierre Rius Rustany | 1833 - 1835                   |
| Michel Dorandeu     | 1835 - 1836                   |
| Pierre Rius Felip   | 1836 - 1840                   |
| Gaudérique Vilar    | 1840 - 1846                   |
| Eloi Delclos        | 1846 - 1848                   |
| François Noell      | 1848 - 1850                   |
| Jean Vilar          | 1850 - 1869                   |
| Augustin Graule     | 1869 - 1878                   |
| Pierre Rius Delclos | 1878 - 1881                   |
| Pierre Rius Durand  | 1881 - 1887                   |
| Eugène Marty        | 1887 - 1891                   |
| Urbain de Tixedor   | 1891 - 1896                   |
| François Graule     | 1896 - 1897                   |
| Eugène Ginestou     | 1897 - 1906                   |
| Michel Pagès        | 1906 - 1910                   |
| Jacques Delpont     | 1910 - 1912                   |
| Pierre Garcias      | 1912 - 1913                   |
| Jacques Delpont     | 1913 - 1919                   |
| Henri Garrigue      | 1919 - 1921                   |
| François Grange     | 1921 - 1935                   |
| Jean Costaseca      | 1935 - 1935                   |
| Paul Sirer          | 1935 - 1941                   |
| Paul Dangreau       | 1941 - 1944                   |
| François Grange     | 1944 - 1953                   |
| Joseph Borret       | 1953 - 1971                   |
| Jean-Paul Durand    | 1971 - ?                      |
|                     |                               |
| Roger Graule        | Març del 2001 - Març del 2014 |
| Jean-Michel Paulo   | Març del 2014 - Moment actual |

### Legislatura 2014 - 2020

#### Batlle
- Jean-Michel Paulo.

#### Adjunts al batlle[10]
- Alberte Harper.

#### Consellers municipals
- Nathalie Besombes
- Jean-Michel Castellarnau
- Charles Connen-De-Crozals
- Stéphane Gilmant
- Laurent Guiter
- Stéphan Lecluyse
- Jean Pagès
- Hervé Parenton
- Georges Serrano.

### Adscripció cantonal

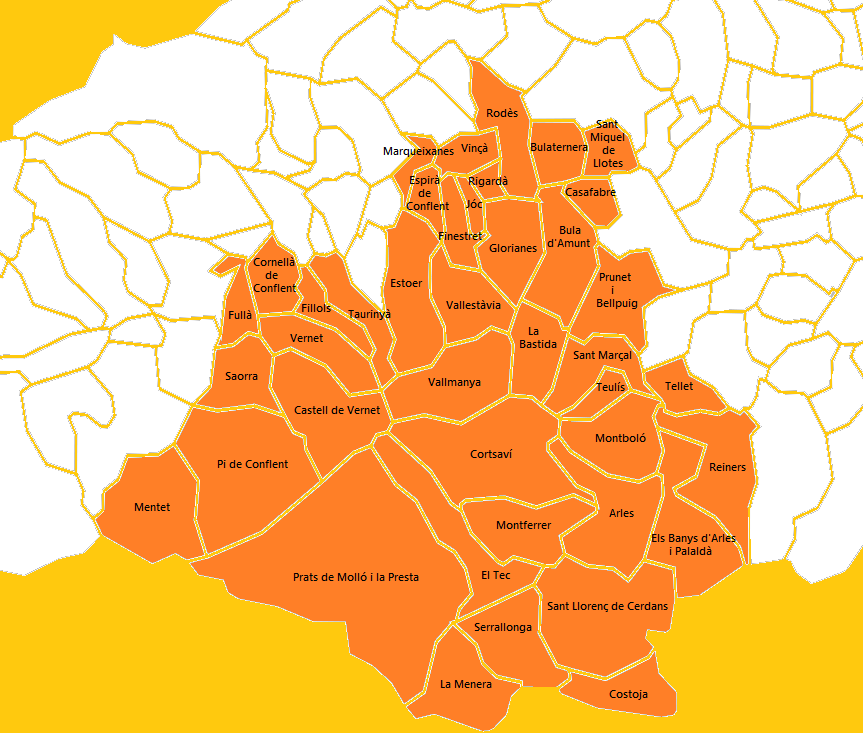
Mapa del Cantó del Canigó

A les eleccions cantonals del 2015 Finestret ha estat inclòs en el cantó número 2, denominat El Canigó, amb capitalitat al poble dels Banys d'Arles, de la comuna dels Banys i Palaldà. Està format per les viles d'Arles, Prats de Molló i la Presta, Sant Llorenç de Cerdans, del Vallespir, i Vinçà, del Conflent, i els pobles del Conflent de Castell de Vernet, Cornellà de Conflent, Espirà de Conflent, Estoer, Fillols, Finestret, Fullà, Glorianes, Jóc, Marqueixanes, Mentet, Pi de Conflent, Rigardà, Rodès, Saorra, Taurinyà, Vallestàvia, Vallmanya i Vernet, els del Rosselló de la Bastida, Bula d'Amunt, Bulaternera, Casafabre, Prunet i Bellpuig, Sant Marçal, Sant Miquel de Llotes, Tellet i Teulís, i els del Vallespir dels Banys i Palaldà, Cortsaví, Costoja, la Menera, Montboló, Montferrer, Reiners, Serrallonga i el Tec forma part del cantó número 2, del Canigó (nova agrupació de comunes fruit de la reestructuració cantonal feta amb motiu de les eleccions cantonals i departamentals del 2015). Són conselleres per aquest cantó Ségolène Neuville i Alexandre Reynal, tots dos del Partit Socialista francès.

### Serveis comunals mancomunats
Finestret forma part de la Comunitat de comunes de Conflent - Canigó, amb capitalitat a Prada, juntament amb Prada, Arboçols, Campome, Campossí, Canavelles, Castell de Vernet, Catllà, Clarà i Villerac, Codalet, Conat, Cornellà de Conflent, Escaró, Espirà de Conflent, Estoer, Eus, Fillols, Fontpedrosa, Fullà, Jóc, Jújols, Marqueixanes, els Masos, Mentet, Molig, Mosset, Noedes, Nyer, Oleta i Èvol, Orbanyà, Orellà, Pi de Conflent, Rià i Cirac, Rigardà, Saorra, Serdinyà, Soanyes, Sornià, Tarerac, Taurinyà, Toès i Entrevalls, Trevillac, Vallestàvia, Vallmanya, Vernet, Vilafranca de Conflent i Vinçà.

## Educació i Cultura
Finestret no té actualment cap centre d'ensenyament. Els centres d'ensenyament maternal i elemental o primari més propers són els públics de Bulaternera, Illa, Marqueixanes, els Masos, Prada, Rodès i Vinçà i el privat de Sant Josep, de Prada. Pel que fa a secundària, els col·legis d'Arles, Estagell, Illa, Prada i Tuïr, i els liceus de Ceret i Prada per al batxillerat.

## Llocs i monuments
- Església parroquial de Santa Coloma de Finestret, romànica en origen però modificada posteriorment
- La Garriga, terrassa al·luvial de la Tet a cavall dels municipis de Finestret i Vinçà
- Restes d'explotacions metal·lúrgiques d'època romana o anterior

## Personatges vinculats a la comuna
- Josep Jocavell (segle XVII), sacerdot i rector de la Bastida, que publicà Reglas y documents particulars per la vida heremitica (Perpinyà, 1688)
- L. Eugène Ginestou (? - 1906), alcalde de Finestret (1898-1906)
- Fernand Dumas i Bach (1877 - ?, després del 1920), financer i mecenes
- Jo Ginestou (1882 - 1950 o post.), escriptor i administrador colonial
- Luce Fillol, Luce Farina de soltera, (Jemmapes, Algèria, 1918 - Perpinyà, 30.10.2010), ensenyant i escriptora, i regidora municipal de Finestret durant 13 anys